# Djampeamonarch
De djampeamonarch (Symposiachrus everetti; synoniem: Monarcha everetti) is een zangvogel uit de familie Monarchidae (monarchen). Het is een bedreigde, endemische vogelsoort op een van de Saleier-eilanden ten zuiden van het eiland Sulawesi. Deze vogel is genoemd naar de Britse koloniaal ambtenaar en natuuronderzoeker Alfred Hart Everett.

## Kenmerken
De vogel is 14 cm lang. Het is een opvallend getekende soort monarch. De kop, borst en bovenkant zijn zwart, de buik, stuit en de buitenste staartpennen zijn wit.

## Verspreiding en leefgebied
Deze soort is endemisch op het eiland Djampea (Pulau Tanahjampea), dat behoort tot de Saleier-eilanden. De vogel was in 1993 nog algemeen voorkomend in gedeeltelijk gekapt, altijd groenblijvend tropisch bos. De indruk bestond, dat de vogel enigszins bestand was tegen de aantasting van het natuurlijke regenwoud op het eiland.

## Status
De djampeamonarch heeft een beperkt verspreidingsgebied en daardoor is de kans op uitsterven aanwezig. De grootte van de populatie werd in 2012 door BirdLife International geschat op 600 tot 1700 volwassen individuen en de populatie-aantallen nemen af door ontbossing. In 1993 was het eiland nog half bebost, maar het natuurlijke bos op het eiland wordt steeds meer gekapt en/of omgezet in gebied voor agrarisch gebruik en menselijke bewoning. Om deze redenen staat deze soort als bedreigd op de Rode Lijst van de IUCN.